# Кабан де Пюимиссон, Марк
Марк Кабан де Пюимиссон (фр. Marc Cabanes de Puymisson; 1760—1831) — французский военный деятель, бригадный генерал (1810 год), барон (1808 год), участник революционных и наполеоновских войн.

## Биография
Марк начал службу 26 июня 1791 года в звании младшего лейтенанта в 3-м пехотном полку, и принял участие в кампаниях 1792-97 годов в рядах Рейнской армии. 6 января 1793 года отличился у Касселя, и заслужил похвалы в рапорте генерала Богарне. 13 мая 1794 года произведён в командиры батальона, и возглавил 15-й бис-батальон лёгкой пехоты, который внёс свой вклад в формирование 7-й полубригады, позднее ставшей 3-м полком лёгкой пехоты.
13 августа 1796 года при Камлахе в Швабии командовал форпостами правого крыла. Имея под своим началом только пять рот, он подвергся нападению колонны из 6000 эмигрантов армии Конде, состоящий из корпуса стрелков, которым командовал лично герцог Энгиенский. На протяжении многих часов Кабан выдерживал натиск неприятеля, но после подхода подкреплений, противник вынужден был отойти, оставив 800 человек на поле битвы. 29 ноября он командовал охранным батальоном на правом фланге у моста в Юненге во время нападения австрийцев. Кабан смог отразить нападение и отбросить неприятеля, отбив у него ранее занятые им позиции.
В 1798 году переведён в Английскую армию, затем в Армию Берегов Океана, и, наконец, в 1799 году – в Итальянскую. 17 сентября 1799 года во главе 4-х рот он оборонял мост в Савильяно против 8000 человек неприятеля, и удерживал позиции на протяжении семи часов. Лишь оставшись без боеприпасов, Кабан со 130 людьми сдался в плен, однако его упорное сопротивление спасло арьергард армии.
10 марта 1801 года был обменян. 22 декабря 1803 года произведён в майоры, и стал заместителем командира 1-го полка лёгкой пехоты. 2 февраля 1804 года был зачислен в штаб Бертье в Армии Берегов Океана. 12 июня был переведён в 28-й полк лёгкой пехоты, но продолжал работу в штабе Бертье.
17 марта 1805 года возглавил 4-й сводный элитный полк в дивизии генерала Удино, и в этой должности принял участие в Австрийской кампании 1805 года. При Вертингене смело атаковал неприятеля под сильным обстрелом. При Амштеттене его сводный полк умело атаковал и отбросил русские батальоны. Под Холлабрунном под ним была убита лошадь, а сам Кабан был ранен в левую ногу. Наконец, при Аустерлице, его полк был единственным из дивизии Удино, кто принял участие в сражении и покрыл себя славой в атаке в конце дня.
27 декабря 1805 года был произведён в полковники, и возглавил 17-й полк лёгкой пехоты. Принимал участие в Прусской и Польской кампаниях 1806-07 годов в составе дивизии Сюше. Отличился в сражениях при Йене, Пренцлау, Остроленке и у лагеря Боркий.
В 1808 году переведён в Армию Испании. 29 марта 1809 года был ранен пулей у Порту, которая раздробила ему два пальца на левой руке и вышла насквозь с правого бока.
18 февраля 1810 года получил звание бригадного генерала, и служил при правительстве Каталонии. 28 июня 1813 года он получил разрешение вернуться во Францию, а 2 ноября был зачислен в 27-й военный округ.
31 августа 1814 года стал командующим Лорьянского коруга. 8 июня 1815 года стал комендантом департамента Уаза. 9 сентября 1815 года вышел в отставку.

## Воинские звания
- Младший лейтенант (26 июня 1791 года);
- Командир батальона (13 мая 1794 года);
- Майор (22 декабря 1803 года);
- Полковник (27 декабря 1805 года);
- Бригадный генерал (18 февраля 1810 года).

## Титулы
- Барон Кабан де Пюимиссон и Империи (фр. baron Cabanes de Puymisson et de l'Empire; декрет от 19 марта 1808 года, патент подтверждён 2 июля 1808 года в Байонне)[1].

## Награды
Легионер ордена Почётного легиона (25 марта 1804 года)
 Офицер ордена Почётного легиона (14 мая 1807 года)
 Кавалер военного ордена Святого Людовика (20 августа 1814 года)